# فریلندویل (ایندیانا)
فریلندویل (به انگلیسی: Freelandville) یک منطقهٔ مسکونی در ایالات متحده آمریکا است که در شهرستان ناکس، ایندیانا واقع شده‌است. فریلندویل ۱۷۴٫۹۶ متر بالاتر از سطح دریا واقع شده‌است.